# Walter Jakobsson
Walter Andreas Jakobsson (Helsínquia, 6 de fevereiro de 1882 – Helsínquia, 10 de julho de 1957) foi um patinador artístico finlandês que competiu em competições de duplas. Ele foi campeão olímpico em 1920 ao lado de Ludowika Jakobsson.

## Principais resultados

### Duplas

#### Com Ludowika Jakobsson
| Resultados                                            | Resultados       | Resultados      | Resultados       | Resultados       | Resultados      | Resultados      | Resultados      | Resultados      | Resultados       | Resultados      | Resultados       | Resultados    | Resultados    | Resultados    |
| Internacional                                         | Internacional    | Internacional   | Internacional    | Internacional    | Internacional   | Internacional   | Internacional   | Internacional   | Internacional    | Internacional   | Internacional    | Internacional | Internacional | Internacional |
| Evento/Temporada                                      | 1909– 1910       | 1910– 1911      | 1911– 1912       | 1912– 1913       | 1913– 1914      |                 | 1918– 1919      | 1919– 1920      | 1920– 1921       | 1921– 1922      | 1922– 1923       | 1923– 1924    |               | 1927– 1928    |
| ----------------------------------------------------- | ---------------- | --------------- | ---------------- | ---------------- | --------------- | --------------- | --------------- | --------------- | ---------------- | --------------- | ---------------- | ------------- | ------------- | ------------- |
| Jogos Olímpicos                                       |                  |                 |                  |                  |                 |                 | Medalha de ouro |                 |                  |                 | Medalha de prata | 5.º           |               |               |
| Campeonato Mundial                                    | Medalha de prata | Medalha de ouro | Medalha de prata | Medalha de prata | Medalha de ouro |                 |                 |                 | Medalha de prata | Medalha de ouro |                  |               |               |               |
| Campeonato Nórdico                                    |                  |                 |                  |                  |                 | Medalha de ouro |                 | Medalha de ouro |                  |                 |                  |               |               |               |
| Nacional                                              |                  |                 |                  |                  |                 |                 |                 |                 |                  |                 |                  |               |               |               |
| Campeonato Finlandês                                  |                  | Medalha de ouro |                  |                  |                 |                 |                 | Medalha de ouro |                  |                 |                  |               |               |               |
|                                                       |                  |                 |                  |                  |                 |                 |                 |                 |                  |                 |                  |               |               |               |
| Legenda: Competição não foi disputada nesta temporada |                  |                 |                  |                  |                 |                 |                 |                 |                  |                 |                  |               |               |               |

### Individual masculino
| Campeonato Finlandês | Medalha de ouro | Medalha de ouro |